# Osmia avosetta
Osmia avosetta is een vliesvleugelige uit het geslacht der metselbijen (Osmia). De soort komt voor in het Midden-Oosten.

## Nest
De vrouwtjes van Osmia avosetta maken enkele kleurrijke, ondergrondse nesten van 1,5 tot 5 centimeter lang die bestaan uit twee lagen met bloemblaadjes met daartussen een laag van modder of klei. Het wordt van binnenuit gemaakt en wordt afgesloten door het dichtklappen van de bovenste blaadjes en met een prop van modder. De buitenkant wordt hard, de binnenkant blijft vochtig. Het nest is hierdoor stevig en geïsoleerd. Zo blijft het nest binnenin vochtig en bederft het eten voor de larven - nectar en pollen - minder snel. De buitenkant is beschermd tegen vijanden en water. De nesten kunnen zelfs drijven als ze weggespoeld worden dankzij de lucht die opgesloten zit in de modderlaag. De eitjes kunnen zo veilig uitbreken, de larven kunnen veilig eten en verpoppen om daarna tien maanden in winterslaap te gaan.
Een nest wordt in losse grond in afzonderlijk uitgegraven hollen van 3 tot 7 centimeter begraven. De nesten zelf zitten 1,5 tot 5 centimeter onder het oppervlak.

## Kenmerken
Osmia avosetta leeft waarschijnlijk vooral van pollen van planten uit de groep Hedysareae, een onderverdeling van de superfamilie Faboideae. Ze zijn twee maanden per jaar actief en leven solitair.